# ディエゴ・マラドーナ・ジュニア
ディエゴ・アルマンド・マラドーナ・シナグラ・ジュニオル（Diego Armando Maradona Sinagra Junior、1986年9月20日 - ）は、イタリア・ナポリ出身のサッカー選手及びビーチサッカー選手。
ディエゴ・マラドーナの子供である。
マラドーナがナポリ在籍時に愛人のクリスティアーナ・シナグラとの間にもうけられた。
マラドーナ本人は認知していないが、裁判所は彼の隠し子の養育費の支払い義務と、マラドーナ姓を名乗ることを認めることを命じた。
ジュニアが16歳のとき、イタリアで開かれたチャリティーゴルフ大会に出場していた父・マラドーナと再会し、40分間父子二人きりで話した。会話の内容は父子以外誰も知らず、父子とも明らかにしていない。

## 概要
1997年の11歳の時にナポリのジョヴァニッシミ（クラブ下部組織）に所属し、2001年にはU-17イタリア代表にも選ばれた。
2005年にEccellenza（セリエE）のエミリア・ロマーニャ州に所属するチェルビアでキャリアをスタートさせる。半年間の在籍だったがカンピオナートでチェルビアのセリエD昇格に貢献し、2006年1月にEccellenzaのカンパーニア州リーグのインテルナポリに移籍。
しかし出場機会に恵まれず2007年2月に同じカンパーニア州リーグに登録していたクアルトに自身の活躍を願って移籍した。1ゴールだったが、セリエD昇格を賭けたプレイオフまで順位を上げた功績は大きかった。そして2007年12月からセリエDのヴェナフロでプレーし、2008年1月21日のオリンピア・アニョネーゼ戦で40メートルのロングシュートを叩き込みこれが移籍後初ゴールとなった。
その後はビーチサッカーに専念していたのもあり、2008年12月にボーイズ・カイヴァネーゼやクアルトに復帰するも以前のような活躍は見せていない。
ビーチサッカーでは、ビーチサッカーワールドカップのイタリア代表に選出された。2009年夏のビーチサッカーワールドカップでは、キャプテンとして出場し決勝まで導くもブラジル代表に敗れた。しかしその存在感と親譲りのテクニックは十分なほど見せつけた。

## 所属クラブ
- 2005  チェルビア 11 (0)
- 2006  インテルナポリ・カマドーラ 2 (0)
- 2007  クアルト 9 (1)
- 2007-2008  ヴェナフロ 14 (1)
- 2008  ボーイズ・カイヴァネーゼ 1 (0)
- 2008-2009  クアルト 2 (0)

## 代表歴
- イタリア代表U-17 2001
  - 代表通算：1試合出場 0得点
- ビーチサッカーイタリア代表 2008-
  - 代表通算：15試合出場 2得点
  - 第4回ビーチサッカーワールドカップ